# Нимино острво
Нимино острво (енгл. Nim's Island) је авантуристички филм из 2008. године. Режију и сценарио потписују Џенифер Флакет и Марк Левин, по истоименом дечјем роману Венди Ор. Прати девојчицу на удаљеном острву која тражи помоћ од књижевнице из Сан Франциска. Док књижевница покушава да превазиђе своју агорафобију, Ним покушава да превазиђе страх од губитка оца. Главне улоге тумаче Абигејл Бреслин, Џоди Фостер и Џерард Батлер.
Приказан је 4. априла 2008. године. Добио је помешане рецензије критичара и зарадио више од 100 милиона долара наспрам буџета од 37 милиона долара.

## Радња
Све може да се деси на Нимином острву, месту на коме машта лудује и царује авантура. Ту, живахна девојчица по имену Ним, окружена својим егзотичним животињским пријатељима и инспирисана легендама и књигама, води невероватан тропски живот који је одраз њеног омиљеног књижевног јунака: Алекса Ровера, највећег светског авантуристе.
Када њено острво доспе у опасност, она тражи помоћ од свог јунака. Али Ним не зна да је аутор књига о Роверу заправо Александра Ровер, повучена и болешљива жена закључана у свом стану. Сада, док Александра с нервозом излази у свет, а Ним се суочава са највећим изазовом у свом животу, оне обе морају да пронађу храброст у фиктивној одважности Алекса Ровера, и да једна у другој пронађу снагу да спасу Нимино острво.

## Улоге
| Глумац           | Улога                  |
| ---------------- | ---------------------- |
| Абигејл Бреслин  | Ним Русо               |
| Џоди Фостер      | Александра Ровер       |
| Џерард Батлер    | Џек Русо / Алекс Ровер |
| Ентони Симко     | први официр            |
| Алфонсо Маколи   | Расел                  |
| Морган Грифин    | Алис                   |
| Мајкл Карман     | капетан                |
| Кристофер Бејкер | енсин                  |
| Медисон Џојс     | Едмунд                 |
| Питер Калан      | Едмундов отац          |